# Parkrun
Parkrun е система от сутрешни съботни бягания на дистанция от 5 километра, които се провеждат в над 1400 локации в общо 22 страни. Събитията са напълно безплатни и на тях може да участва всеки. Поддържат се и организират от малък екип както и от доброволци. Събитието няма ясно изразен състезателен характер, но след всяко събитие се публикува класиране на участниците, където те могат да проверят резултата си. Всеки участвал в 50, 100, 250 и 500 бягания получава специална тениска и символ в класирането, оказващи неговото постижение.
Първият Parkrun е проведен на 2 октомври 2004 година от Пол Синтън-Хюит в Буши Парк в Лондон. От тогава инициативата се разсраства и към 2020 година във Великобритания има общо 668 локации, на които всяка събота се провежда Parkrun. Следват Австралия с 373 локации и ЮАР с 219. Местата на които се провежда събитието са най-често градски паркове, но също така и други открити пространства.
Като допълнение на петкилометровото бягане в някои локации се организира и 2-километрово бягане за деца.

## Алтернатива в България
В България няма състезания от веригата Parkrun, но от 2013 година съществува местна организация споделяща и изповядваща същите идеи на име 5km run. Пет километрови бягания се организират всяка събота в София (2 локации - Южен и Западен парк), Пловдив, Бургас и Варна.